# Béisbol en los Juegos del Pacífico
El Béisbol en los Juegos del Pacífico forma parte del programa de los juegos desde la edición de 1999 en Guam.
Guam es el país que ha ganado más medallas de oro con 3.

## Ediciones anteriores
| Año  | Sede               | Oro                      | Plata           | Bronce          |
| ---- | ------------------ | ------------------------ | --------------- | --------------- |
| 2015 | Papúa Nueva Guinea | No hubo torneo           | No hubo torneo  | No hubo torneo  |
| 2011 | Nueva Caledonia    | Marianas Septentrionales | Guam            | Palaos          |
| 2007 | Samoa              | Palaos                   | Nueva Caledonia | Samoa Americana |
| 2005 | Palaos             | Guam                     | Palaos          | Micronesia      |
| 2003 | Fiyi               | Guam                     | Samoa Americana | Palaos          |
| 1999 | Guam               | Guam                     | Samoa Ameircana | Micronesia      |

## Títulos Por País
| País                     | Oro | Plata | Bronce | Total |
| ------------------------ | --- | ----- | ------ | ----- |
| Guam                     | 3   | 1     | 0      | 4     |
| Palaos                   | 1   | 1     | 2      | 4     |
| Islas Marianas del Norte | 1   | 0     | 0      | 1     |
| Samoa Americana          | 0   | 2     | 1      | 3     |
| Nueva Caledonia          | 0   | 1     | 0      | 1     |
| Micronesia               | 0   | 0     | 2      | 2     |